# Дульцевка
Дульцевка (баш. Дулыдевка) — деревня в Урмиязовском сельсовете Аскинского района Республики Башкортостан России.

## Население
| 2002 | 2009 | 2010 |
| ---- | ---- | ---- |
| 31   | ↗34  | ↘26  |

## Географическое положение
Расстояние до:
- районного центра (Аскино): 32 км,
- ближайшей железнодорожной станции (Чернушка): 117 км.